# Algis Uždavinys
Algis Uždavinys (1962–2010) foi um prolífico filósofo e estudioso lituano. Seu trabalho foi pioneiro no estudo comparativo hermenêutico das religiões egípcia e grega, especialmente suas relações esotéricas com as religiões semíticas e, em particular, o aspecto interno do Islã (Sufismo). Seus livros foram publicados em lituano, russo, inglês e francês, incluindo traduções de Plotino, Frithjof Schuon e Ananda Coomaraswamy para russo e lituano.

## Vida pregressa
Nascido em Druskininkai, no rio Nemunas, no sul da Lituânia, Uždavinys mudou-se para Vilnius para estudar no antigo Instituto de Arte do Estado da Lituânia, hoje Academia de Belas Artes de Vilnius.

## Carreira
Após a formatura, ele entrou em contato com os escritos e autores da escola tradicionalista ou perenialista, e isso influenciou sua exegese comparativa, nomeadamente os seus estudos sobre o Sufismo, a religião egípcia antiga, e sua afirmação da continuidade substancial da tradição filosófica grega de Pitágoras aos mais recentes autores neoplatônicos. Nesta última afirmação ele estava expressamente em dívida com Pierre Hadot. Em sua obra Philosophy as a Rite of Rebirth, Uždavinys defende de forma acadêmica a origem da filosofia grega como sendo baseada na mitologia e na teologia do Egito antigo.
Uždavinys era um membro ativo do conselho editorial da revista Acta Orientalia Vilnensia  e chefe do Departamento de Humanidades da Academia de Belas Artes de Vilnius, Faculdade de Kaunas; como crítico de arte, filósofo e intelectual, ele era uma figura proeminente na vida cultural lituana. Em 2008, ele passou um tempo como pesquisador na Universidade La Trobe, em Bendigo, na Austrália .
Ele foi membro da Sociedade Internacional para Estudos Neoplatônicos  e da Associação dos Artistas Lituanos, e colaborador regular de periódicos como Sacred Web, Vancouver e Sophia, Washington DC .

## Morte
Uždavinys morreu em seu sono de um aparente ataque cardíaco em 25 de julho de 2010 em sua aldeia natal de Kabeliai.

## Trabalho

### Livros
- The Golden Chain: An Anthology of Platonic and Pythagorean Philosophy (World Wisdom, 2004) ISBN 978-0-941532-61-7. Introduction.
- Philosophy as a Rite of Rebirth: From Ancient Egypt to Neoplatonism (The Matheson Trust and Prometheus Trust, 2004) ISBN 978-1-898910-35-0. Um excerto gratuito considerável .
- The Heart of Plotinus: The Essential Enneads (World Wisdom, 2009) ISBN 978-1-935493-03-7.
- Philosophy and Theurgy in Late Antiquity (Sophia Perennis, 2010) ISBN 978-1-59731-086-4
- Ascent to Heaven in Islamic and Jewish Mysticism (The Matheson Trust, 2011) ISBN 978-1-908092-02-1. excerto em  PDF
- Orpheus and the Roots of Platonism (The Matheson Trust, 2011) ISBN 978-1-908092-07-6. excerto em PDF

#### Monografias acadêmicas em lituano
- Labyrinth of Sources. Hermeneutical Philosophy and Mystagogy of Proclus, Vilnius: Lithuanian State Institute of Philosophy and Sociology, Eurigmas, 2002. (ISBN 9986-523-88-5).
- Hellenic Philosophy from Numenius to Syrianus, Vilnius: Lithuanian State Institute of Culture, Philosophy, and Arts, 2003. (ISBN 9986-638-40-2).
- The Egyptian Book of the Dead, Kaunas: Ramduva. (ISBN 978-9955-524-06-9).
- Hermes Trismegistus: The Way of Wisdom, Vilnius: Sophia, 2005. (ISBN 9986-9351-3X).

### Capítulos
- "From Homer to the Glorious Qur’an: Hermeneutical Strategies in the Hellenistic and Islamic Traditions," Sacred Web, vol. 11, 2003.
- "The Egyptian Book of the Dead and Neoplatonic Philosophy," History of Platonism, Plato Redivivus, eds. Robert Berchman and John Finamore. New Orleans: University Press of the South, 2005.
- "Chaldean Divination and the Ascent to Heaven," in Seeing with Different Eyes: Essays in Astrology and Divination, eds. Patrick Curry and Angela Voss, Cambridge: Cambridge Scholars Publishing, 2007.

### Artigos
- "Putting on the Form of the Gods: Sacramental Theurgy in Neoplatonism", Sacred Web vol. 5, 2000, pp. 107–120.
- "Sufism in the Light of Orientalism", Research Institute of Culture, Philosophy, and Arts, 2007.
- "Voices of Fire: Understanding Theurgy", Eye of the Heart, Vol 1, 2008.
- "Metaphysical symbols and their function in theurgy", Eye of the Heart, Vol 2, 2008.